# Дудоров, Борис Петрович
Борис Петрович Дудоров (29 июля [10 августа] 1882, Владикавказ, Терская область, Российская империя — 11 октября 1965, Пало-Алто, Калифорния, США) — российский военно-морской офицер, создатель морской авиации Балтийского флота. Контр-адмирал (1917).

## Биография
Потомственный дворянин Орловской губернии, родился в семье генерал-лейтенанта Петра Васильевича Дудорова (1834—1894), служившего по военно-учебному ведомству. На момент рождения сына отец был директором Владикавказской военной прогимназии.
Окончил Орловский кадетский корпус в 1896 году. В 1899 году зачислен в Морской кадетский корпус. По окончании Морского кадетского корпуса 19 мая 1902 был произведён в мичманы и зачислен в 3-й флотский экипаж Балтийского флота. Получил назначение вахтенным начальником учебного судна «Моряк».
В 1902 году направлен на Эскадру Тихого океана с назначением младшим штурманским офицером крейсера «Диана» в Порт-Артуре. Участник русско-японской войны. В первом же сражении этой войны, при нападении японского флота на Порт-Артур в ночь на 27 января 1904 года получил контузию с разрывом барабанной перепонки правого уха, но остался в строю. С 17 февраля 1904 — вахтенный начальник крейсера «Диана», исполнял должность старшего штурманского офицера. 11 апреля 1904 года переведён на миноносец «Боевой». На его борту участвовал во многих боевых операциях (только с 20 мая по 14 июля 1904 года миноносец совершил 13 выходов в море) и в ряде боёв с японскими кораблями, неоднократно проявлял доблесть в бою. Так, когда 10 июня 1904 года «Боевой» в бою с японскими кораблями получил два прямых попадания и его командир капитан 2-го ранга Е П. Елисеев получил ранение, мичман Дудоров принял на себя временное командование кораблем. 23 июля 1904 года в бухте Тахэ «Боевой» был торпедирован минными катерами и получил прямое попадание торпеды по левому борту в районе носовой кочегарки, мичман Дудоров отлично действовал в борьбе за живучесть корабля, в результате тяжело повреждённый миноносец остался на плаву и до конца боя вёл огонь по противнику.
27 июля 1904 года Б. П. Дудорова перевели с поставленного на прикол корабля (ввиду отсутствия достаточной ремонтной базы в осаждённом Порт-Артуре) в распоряжение заведующего 1-м отрядом миноносцев, а 31 августа 1904 года он назначается младшим флаг-офицером штаба заведующего морской и минной обороной Порт-Артура. Участвовал в ряде минных постановок. Известно, что на выставленной канонерской лодкой «Отважный» минной банке (в этом походе участвовал и Б. П. Дудоров) в Голубиной бухте 17 ноября взорвался и затонул японский корабль береговой обороны 3-го класса «Сай-Ен», пытавшийся обстрелять русские позиции на горе Высокой.
С 11 декабря 1904 года — командир подводной лодки[уточнить] «Порт-Артурец». 20 декабря 1904 года произведён в чин лейтенанта «за отличия». После капитуляции крепости Порт-Артур провёл год в японском плену.
Весной 1906 года вернулся из Японии в Санкт-Петербург и тогда же назначен вахтенным начальником броненосца «Слава», на котором прослужил несколько последующих лет. Окончил Штурманский офицерский класс в 1908 году, был штурманом, затем старшим штурманом броненосца «Слава». В 1908 году с командой броненосца участвовал в спасательных работах после катастрофического землетрясения в Мессине.
В 1909 году поступил в Николаевскую морскую академию, одновременно занимаясь преподавательской работой на военно-морском отделении (его курс лекций «Организация морской силы: организации личного состава» был издан отдельной брошюрой в 1914 году). В 1911 году окончил основной курс академии, а в апреле 1912 года окончил дополнительный курс академии с серебряной медалью. 18 апреля 1910 года он произведён в старшие лейтенанты. С 1912 года — начальник Восточного района береговых наблюдательных постов и станций Службы связи Балтийского моря. С этого года начинается новая страница в биографии офицера — он становится у истоков создания морской авиации на Балтийском флоте и одним из видных её организаторов. По его инициативе и при ведущем участии в августе 1912 года была открыта Опытная авиационная станция в Гребном порту. Совершил заграничную поездку с целью приобретения гидросамолётов (Франция, Англия). Был председателем комиссии для обсуждения и разрешения всех технических вопросов по авиации Балтийского моря (1912—1914). Капитан 2-го ранга (6.12.1912).
С началом первой мировой войны балтийская морская авиация приступила к выполнению задач по ведению воздушной разведки морской акватории. 23 сентября 1914 года Дудоров был назначен начальником Воздушного района Службы связи Балтийского моря (тем самым фактически возглавил авиацию Балтийского флота, на тот момент организационно входившую в состав Службы связи); руководил боевыми действиями морской авиации при обороне острова Эзель. С марта 1915 по апрель 1916 года — командир гидроавиатранспорта «Орлица» (до этого с января 1915 года был наблюдающим за переделкой в этот гидроавиатранспорт бывшего парохода «Императрица Александра» на Путиловской верфи), в июле 1915 года одновременно назначен начальником авиационного отдела Службы связи Балтийского моря. Выступал за расширение круга боевых задач морской авиации: не только разведка, но и атаки неприятельских кораблей, постоянное бомбардировочное воздействие на ближайшие военно-морские базы (и даже выдвинул идею воздушного рейда морской авиации на Берлин, но вынужден был отказаться из-за огромного риска технических поломок аэропланов в столь дальнем рейде), корректировка огня корабельной артиллерии, противовоздушная оборона кораблей в походах, поиск германских подводных лодок и другие. Разработал несколько нормативных документов по организации службы и боевой работы морской авиации и её взаимодействию с корабельными силами. Оценив недостатки «Орлицы» как гидроавиатранспорта за время её боевого применения, в феврале 1916 года совместно с начальником службы связи Балтийского флота контр-адмиралом А. И. Непениным подал рапорт о необходимости строительства авианосца (для начала на 6—8 аэропланов) с палубным взлётом. Выполнил несколько боевых вылетов в качестве лётчика-наблюдателя. 10 апреля 1916 года произведён в чин «капитан 1-го ранга» «за отличия».
С декабря 1916 года — начальник Воздушной дивизии Балтийского моря. После Февральской революции назначен на должность первого помощника морского министра. Однако из-за конфликта с командующим Балтийским флотом контр-адмиралом Д. Н. Вердеревским, предавшим огласке отданный Дудоровым секретный приказ подводным лодкам топить любое судно, выходившее из Гельсингфорса в Петроград на помощь большевикам, подал рапорт об отчислении от должности. 3 сентября 1917 года произведён в контр-адмиралы и назначен военно-морским агентом в Японию. С 1917 года жил в Токио.
После Октябрьского переворота проигнорировал приказ комиссара Морского Генерального штаба Ф. Ф. Раскольникова о возвращении в Россию. Активно помогал Белому движению. Был в переписке с Верховным Правителем России А. В. Колчаком, выполнял ряд его дипломатических поручений. По некоторым данным, был назначен теперь уже Колчаком морским агентом России в Японии в 1919 году. С 1923 проживал в США, был членом Общества бывших морских офицеров в Америке, почётным председателем Русской кают-компании в Сан-Франциско. Один из создателей «Библиотеки русского морского зарубежья». Сотрудник журнала «Военная быль». Автор большого количества публикаций по истории русского флота в русской эмигрантской печати. Занимался бизнесом, в 1943 году стал совладельцем конфетного предприятия «Астра Кенди Компани».
Умер в Пало-Алто 11 октября 1965 года.

## Семья
Брат — Петр Петрович Дудоров (псевдонимы П.Орловец, П.Антонов, П.Антонов-Орловец; 1872 — после 1929), писатель, беллетрист. Был корреспондентом газеты на Русско-японской войне, редактировал пятигорскую газету «Кавказский край», сотрудничал во множестве периодических изданий — «Современная Русь», «Раннее утро», «Юная Россия», «Историческая летопись» и др. Автор серии приключенческо-детективных книг «Приключения Карла Фрейберга, короля русских сыщиков». Остался в СССР. Публиковался до 1929 года.
Жена — Наталья Николаевна, урожд. Шульгина (1889—1976), дочь сенатора Н. З. Шульгина, правнучка Е.Боратынского, поэтесса.
Сыновья: 
- Михаил Борисович Дудоров, известный американский микробиолог, вместе с Натаном Энтнером открыл путь окисления глюкозы, сейчас известный как путь Энтнера — Дудорова.
- Петр Борисович Дудоров (1913—2004, США)

## Награды
- орден Св. Анны 4-й ст. с надписью «За храбрость» (11.10.1904)
- Орден Святой Анны 2-й ст. (6.12.1913) и мечи к нему (21.03.1916)
- Орден Святого Владимира 4-й ст. с мечами и бантом (20.12.1904)
- Орден Святого Владимира 3-й ст. с мечами (октябрь 1916)
- Орден Святого Станислава 2-й ст. с мечами (12.12.1905)
- Серебряная медаль «В память русско-японской войны» (1906)
- Медаль «В память 100-летия Отечественной войны 1812 года» (1912)
- Медаль «В память 300-летия царствования дома Романовых» (1913)
- Медаль «В память 200-летия морского сражения при Гангуте» (1915)
- Крест «За Порт-Артур» (1914)
- Офицерский крест ордена «Нишан-Ифтикар» (1907, Тунис[17])
- Медаль «За спасение жителей Мессины 28 декабря 1908 года» (1911, Италия)
- Памятный знак «200 лет Морского кадетского корпуса» (1901)[18]

## Сочинения
- Дудоров Б. П. Миноносцы и их служба. // Морской сборник. — 1908. — № 5, 6, 7, 8.
- Дудоров Б. П. Основы для тактического подразделения флота и высших соединений. Состав эскадры. — СПб.: издание Морского Генерального штаба, 1913.
- Сайприан Бридж. Искусство морской войны. Перевод с англ. старшего лейтенанта Дудорова Б. П. — СПб.: издание Морского Генерального штаба, 1912.
- Дудоров Б. П. Авиация Балтийского моря в 1912—1917 гг. (по воспоминаниям) // Морские записки (Нью-Йорк). — 1948. — Вып.2.
- Дудоров Б. П. Авиация Балтийского моря в 1912—1917 гг. (по воспоминаниям) // Морские записки (Нью-Йорк). — 1948. — Вып.6. — 116 с.
- Дудоров Б. П. Адмирал Непенин. — СПб.: Облик, Вита, 1993. — Русское военно-морское зарубежье. Вып.2. — 274 с. — ISBN 5-85976-001-9.